# Abraham García Cano
Abraham García Cano, más conocido como Abraham García, es un cocinero y escritor español nacido en 1950 en Robledillo, comarca de los Montes de Toledo.

A los trece años emigró a Madrid, donde trabajó en los hoteles y restaurantes del momento, empezando como friegaplatos.

Ha sido articulista del periódico El mundo y responsable del programa Cocina de caza emitido en Canal Cocina. Durante once años colaboró en la emisora de radio Onda Madrid como comentarista del mundo del turf.[cita requerida]. Ha obtenido, entre otros, el premio Metrópoli al mejor restaurante de Madrid en 2013, el Premio al Mérito Turístico de la Ciudad de Madrid en 2011  y el premio de la Cámara de Comercio de Madrid a la trayectoria profesional, entregado en el marco del certamen Madrid Fusión de 2011.
En 2017 se le ha concedido el Premio a la Cocina en la segunda edición de los galardones concedidos por la Academia Madrileña de Gastronomía
En 2018 se le ha otorgado el Premio de Cultura de la Comunidad de Madrid
En 2022. la Real Academia de Gastronomía le ha otorgado el Premio Nacional de Gastronomía Toda una Vida
En 2023, la guía Repsol le ha concedido el Sol de Honor por su trayectoria profesional
Como actor, participó en las películas de Pedro Almodóvar ''Tacones lejanos y La flor de mi secreto
Desde mayo de 2018 publica una columna semanal en el periódico digital Huffington Post

## Cocina de fusión[12]
Abraham García ha sido el pionero de la cocina de fusión en España. Este estilo gastronómico se caracteriza por la mezcla de ingredientes y procedimientos culinarios de distintas culturas. Un ejemplo claro de este tipo de cocina lo constituyen las diversas variedades de la gastronomía hispanoamericana, muchos de cuyos platos tienen su origen en España, aunque con los ingredientes que los colonizadores encontraron en el Nuevo Mundo.
En 1978 abrió el restaurante Viridiana cuya decoración, semejante a la de un típico bistró parisino, está inspirada en la película homónima de Luis Buñuel, con fotografías del "genio de Calanda" durante diversos rodajes y fotogramas de su película Viridiana. Los comensales reciben la cuenta en un plato diseñado por el artista Eduardo Úrculo que reproduce un sombrero de ala ancha de los que el cocinero gusta usar.

En este restaurante se han formado otros cocineros como David Muñoz.
Ha dedicado buena parte de su vida a investigar la gastronomía mexicana, sintiéndose especialmente atraído por la interminable variedad de sus chiles y la riqueza y versatilidad de sus moles. 

## Obras publicadas
- García, Abraham (1997). 100 recetas para quitarse el sombrero. Madrid: Siruela. ISBN 9788478443796.[19]
- García, Abraham (2004). El placer de comer. Síntesis. ISBN 9788497562010.[20]
- García, Abraham (2005). Abraham boca: El cuaderno secreto de un cocinero singular. La Esfera de los Libros. ISBN 9788497343947., que recoge una antología de las conversaciones que durante diez años mantuvo en el Chat semanal del diario El Mundo.[21]
- García, Abraham (2009). De tripas corazón: La biblia de la casquería, palabra de Abraham. Planeta. ISBN 9788408081098.[22]
- García, Abraham (2019). El Fabricante de Arco Iris. Abraham Re-lata. Madrid, Editorial La Conservadora (colección de relatos presentados en una lata de conservas)[23]
- García, Abraham (2024), Segar los cielos, Madrid, Reino de Cordelia. Colección de relatos con el tema común de la lucha clandestina de los maquis